# Сидоренко, Борис Алексеевич
Бори́с Алексе́евич Сидоре́нко (19 января 1940, Харьков — 3 августа 2025) — российский кардиолог, доктор медицинских наук, профессор, заслуженный деятель науки Российской Федерации (1995).

## Биография
Родился 19 января 1940 года в Харькове.
В 1986 году в результате объединения клиники общей терапии (руководитель В. П. Сильвестров) и клиники кардиологии (руководитель В. В. Соловьев) была создана кафедра кардиологии и общей терапии, руководителем которой стал профессор Б. А. Сидоренко. С момента основания на кафедре проводится подготовка специалистов по кардиологии, терапии и функциональной диагностике.
Заведующий кафедрой в период с 1986 года по 2017 год.
Автор и соавтор более 900 научных публикаций, в том числе национальных руководств, учебных пособий, монографий.
Научный руководитель более 120 докторских и кандидатских диссертаций.
Член Диссертационного совета ФГБУ ДПО «ЦГМА».
Член Аттестационной комиссии Управления делами Президента Российской Федерации.
Заместитель главного редактора журнала «Кардиология». Член редакционной коллегии журнала «Кремлёвская медицина. Клинический вестник».
Скончался 3 августа 2025 года.

## Награды
Заслуженный деятель науки Российской Федерации.
Почётный кардиолог Российской Федерации.
Награждён орденом Дружбы.
Награждён Почётной грамотой Управления делами Президента Российской Федерации.